# JW Marriott Hotel New Orleans
Le JW Marriott Hotel New Orleans est un gratte-ciel de 101 mètres de hauteur construit à La Nouvelle-Orléans en Louisiane aux États-Unis en 1984.

## Présentation
Il est situé au 614 Canal Street.
Il abrite un hôtel de 494 chambres de la chaine Marriott.
L'architecte est l'agence de August Perez